# Orthotrichia furcata
Orthotrichia furcata är en nattsländeart som beskrevs av Wells 1990. Orthotrichia furcata ingår i släktet Orthotrichia och familjen smånattsländor. Inga underarter finns listade i Catalogue of Life.